# تیم ماتاوز
تیم ماتاوز (اسلوونیایی: Tim Matavž؛ زادهٔ ۱۳ ژانویهٔ ۱۹۸۹) یک بازیکن فوتبال اهل اسلوونی است.
وی همچنین در تیم ملی فوتبال اسلوونی بازی می‌کند.